# Лубенцов, Василий Максимович
Василий Максимович Лубенцов (25.10.1930 — 16.06.2006) — комбайнёр колхоза «Путь к коммунизму» Славянского района Краснодарского края. Герой Социалистического Труда.

## Биография
Родился 25 октября 1930 года в станице Гречано-Балковской Тимашёвского района Северо-Кавказского (ныне - Краснодарского) края в семье крестьянина. Русский.
Окончил 6 классов сельской школы и в 1946 году курсы трактористов при Гречано-Балковской машинно-тракторной станции (МТС). После службы в Советской Армии в 1953 году окончил училище механизации и начал работать комбайнёром-рисоводом в колхозе «Путь к коммунизму» Славянского района.
Применяя новейшие технологии, многие годы ударно трудился, значительно перевыполняя производственные задания. В 1974 году он первым в районе намолотил комбайном СК-4 (комбайн) 900 тонн риса. С каждого гектара своих чеков получил по 74,5 центнера зерна, в 1975 году намолотил свыше 1 тысячи тонн зерна, его суточный намолот зерна риса составлял от 60 до 75 тонн.
Указом Президиума Верховного Совета СССР от 25 февраля 1981 года за выдающиеся успехи в увеличении производства риса и создание крупной базы рисосеяния Лубенцову Василию Максимовичу присвоено звание Героя Социалистического Труда с вручением ордена Ленина и золотой медали «Серп и Молот.
В 1988 году В. М. Лубенцов вышел на пенсию. Заслуженный механизатор сельского хозяйства РСФСР(21.08.1980).
Почётный гражданин города Славянска-на-Кубани (2000) и Славянского района. Скончался 16 июня 2006 года.

## Награды
- Золотая медаль «Серп и Молот» (25.02.1981);
- Орден Ленина (14.02.1975)
- Орден Ленина (25.02.1981)
- Орден Трудового Красного Знамени (7.12.1973)
- Медаль «За трудовое отличие»(31.10.1957)
- Медаль «В ознаменование 100-летия со дня рождения Владимира Ильича Ленина» (6 апреля 1970)
- двумя серебряными медалями ВДНХ СССР.
- и другими

## Память
- В Краснодаре установлена мемориальная доска с именами Героев Социалистического Труда Кубани и Адыгеи